# Bryocodia hilaris
Bryocodia hilaris är en fjärilsart som beskrevs av Jones 1914. Bryocodia hilaris ingår i släktet Bryocodia och familjen nattflyn. Inga underarter finns listade i Catalogue of Life.